# Кондън (град, Орегон)
Кондън (на английски: Condon) е град в окръг Гилиям, щата Орегон, САЩ. Кондън е с население от 759 жители (2000) и обща площ от 2,2 km². Намира се на 883,9 m надморска височина. ЗИП кодът му е 97823, а телефонният му код е 541.